# Zachterbergius tenuitergum
Zachterbergius tenuitergum – gatunek błonkówki z rodziny męczelkowatych, jedyny przedstawiciel rodzaju Zachterbergius. 

## Zasięg występowania
Gatunek notowany w Tajlandii.

## Biologia i ekologia
Żywiciele tego gatunku nie są znani.